# Карпов, Лев Яковлевич (химик)
Лев Я́ковлевич Ка́рпов (1879—1921) — российский химик-технолог и революционер, организатор химической промышленности.

## Биография
Родился в семье разорившегося коммерсанта Якова Павловича Карпова и Марии Михайловны Карповой, имел двух братьев. Окончил Императорское Московское техническое училище (1910).
Член Московского «Союза борьбы за освобождение рабочего класса», член РСДРП (с 1898). Член ЦК РСДРП (1904—1905). С 1915 года — директор Бондюжского химического завода (сейчас — Химический завод имени Л. Я. Карпова). Заведующий отделом химической промышленности и член Президиума ВСНХ РСФСР (с 1918). Основатель Центральной химической лаборатории ВСНХ РСФСР (сейчас — Физико-химический институт им. Л. Я. Карпова). Член чрезвычайной комиссии по снабжению РККА.
Скончался после продолжительной болезни. Похоронен на Красной площади у Кремлёвской стены.

## Семья
- Жена — Анна Самойловна Карпова (Лувищук)[2]; её сестра Евгения была замужем за А. Г. Шлихтером.
  - Сын — Юрий Львович Карпов, инженер-конструктор.
  - Сын — Владимир Львович Карпов, был женат вторым браком на известном физике-ядерщике Доре Ильиничне Лейпунской (1912—1978), сестре А. И. Лейпунского и О. И. Лейпунского.
    - Внучка — доктор физико-математических наук и художница Ирина Владимировна Карпова (род. 1933), была замужем за математиком Ф. А. Березиным.